# Diocesi di Yopougon
La diocesi di Yopougon (in latino Dioecesis Yopugonensis) è una sede della Chiesa cattolica in Costa d'Avorio suffraganea dell'arcidiocesi di Abidjan. Nel 2022 contava 1.137.000 battezzati su 2.395.000 abitanti. È retta dal vescovo Jean Salomon Lezoutié.

## Territorio
La diocesi comprende il comune di Yopougon, uno dei 10 comuni che costituiscono la città di Abidjan, e i dipartimenti di Sikensi, Dabou e Jacqueville nel distretto di Lagunes in Costa d'Avorio.
Sede vescovile è Yopougon, dove si trova la cattedrale di Sant'Andrea.
Il territorio è suddiviso in 63 parrocchie.

## Storia
La diocesi è stata eretta l'8 giugno 1982 con la bolla Quam invisimus di papa Giovanni Paolo II, ricavandone il territorio dall'arcidiocesi di Abidjan.
Il 14 ottobre 2006 ha ceduto una porzione del suo territorio a vantaggio dell'erezione della diocesi di Agboville.

## Cronotassi dei vescovi
Si omettono i periodi di sede vacante non superiori ai 2 anni o non storicamente accertati.
- Laurent Akran Mandjo † (8 giugno 1982 - 28 novembre 2015 ritirato)
- Jean Salomon Lezoutié, succeduto il 28 novembre 2015

## Statistiche
La diocesi nel 2022 su una popolazione di 2.395.000 persone conta 1.137.000 battezzati, corrispondenti al 47,5% del totale.
| anno | popolazione | popolazione | popolazione | presbiteri | presbiteri | presbiteri | presbiteri                | diaconi | religiosi | religiosi | parrocchie |
| anno | battezzati  | totale      | %           | numero     | secolari   | regolari   | battezzati per presbitero | diaconi | uomini    | donne     | parrocchie |
| ---- | ----------- | ----------- | ----------- | ---------- | ---------- | ---------- | ------------------------- | ------- | --------- | --------- | ---------- |
| 1990 | 232.065     | 1.381.931   | 16,8        | 39         | 29         | 10         | 5.950                     |         | 47        | 53        | 21         |
| 1999 | 533.148     | 5.260.881   | 10,1        | 83         | 55         | 28         | 6.423                     | 2       | 44        | 72        | 28         |
| 2000 | 533.148     | 5.260.881   | 10,1        | 94         | 66         | 28         | 5.671                     | 2       | 73        | 72        | 30         |
| 2001 | 600.332     | 1.965.847   | 30,5        | 129        | 101        | 28         | 4.653                     | 2       | 75        | 72        | 33         |
| 2002 | 900.332     | 3.352.256   | 26,9        | 120        | 95         | 25         | 7.502                     | 2       | 46        | 89        | 36         |
| 2003 | 903.185     | 3.462.000   | 26,1        | 153        | 139        | 14         | 5.903                     | 2       | 34        | 63        | 37         |
| 2004 | 914.002     | 5.313.489   | 17,2        | 156        | 138        | 18         | 5.858                     | 2       | 43        | 57        | 40         |
| 2006 | 500.000     | 2.199.744   | 22,7        | 136        | 116        | 20         | 3.676                     | ?       | ?         | 80        | 27         |
| 2010 | 613.000     | 2.776.000   | 22,1        | 151        | 126        | 25         | 4.059                     | 2       | 63        | 45        | 43         |
| 2014 | 950.000     | 2.000.000   | 47,5        | 203        | 152        | 51         | 4.679                     | 2       | 109       | 84        | 51         |
| 2017 | 1.019.780   | 2.146.250   | 47,5        | 173        | 150        | 23         | 5.894                     | 2       | 70        | 137       | 55         |
| 2020 | 1.085.335   | 2.284.220   | 47,5        | 198        | 175        | 23         | 5.481                     | 2       | 53        | 100       | 54         |
| 2022 | 1.137.000   | 2.395.000   | 47,5        | 186        | 163        | 23         | 6.112                     | 1       | 53        | 100       | 63         |